# Eugeniusz Rusiński
Eugeniusz Rusiński (ur. 12 listopada 1949 w Marszowicach zm. 27 maja 2019 we Wrocławiu) – polski inżynier mechanik, specjalizujący się w budowie i eksploatacji maszyn, metodach numerycznych oraz wytrzymałości materiałów; nauczyciel akademicki związany z Politechniką Wrocławską.

## Życiorys
Syn Franciszka i Anny. Urodził się w Marszowicach koło Oławy, dokąd przeprowadziła się jego rodzina po zakończeniu II wojny światowej. Po ukończeniu szkoły podstawowej i średniej podjął studia mechaniczne na Politechnice Wrocławskiej, które ukończył w 1975 roku zdobywając tytuły magistra inżyniera. W tym samym roku został asystentem na swojej macierzystej uczelni, a także podjął studia doktoranckie, których efektem było otrzymanie w 1980 roku stopnia naukowego doktora nauk technicznych. W 1990 roku Rada Wydziału Mechanicznego Politechniki Wrocławskiej nadała mu stopień naukowy doktora habilitowanego nauk technicznych w zakresie budowy i eksploatacji maszyn o specjalności teoria maszyn i mechanizmów na podstawie rozprawy pt. Mikrokomputerowa analiza ram i nadwozi pojazdów i maszyn roboczych. W 1993 roku otrzymał stanowisko profesora nadzwyczajnego, a w 2001 roku profesora zwyczajnego na wrocławskiej uczelni technicznej. W 1996 prezydent Polski Aleksander Kwaśniewski nadał mu tytuł profesora nauk technicznych. Dyplom: Ministra Skarbu Państwa Nr 2146/2004 na członka rad nadzorczych w spółkach Skarbu Państwa (2004). Stopień Generalny Dyrektor Górniczy III Stopnia otrzymał 2014 r. (Generał Górniczy III Stopnia).
Eugeniusz Rusiński poza działalnością naukowo-dydaktyczną pełnił wiele istotnych funkcji kierowniczych na Politechnice Wrocławskiej. W latach 1986–1989 był kierownikiem Zespołu Badawczego Pojazdów Samochodowych, a następnie od 1990 do 1993 roku kierował Ogólnoinstytutowym Laboratorium Komputerowym w Instytucie Konstrukcji i Eksploatacji Maszyn 1990÷93. W 1994 roku został wybrany kierownikiem Zakładu Komputerowego Wspomagania Projektowania (CAD). W latach 1995–1998 pełnił funkcję zastępcy dyrektora, a następnie od 2000 do 2005 roku dyrektora Instytutu Konstrukcji i Eksploatacji Maszyn. W 2002 roku Otrzymał tytuł profesora Europäischer Ingenieurpädagoge. W latach 2005–2008 piastował urząd dziekana Wydziału Mechanicznego, a w latach 2008-2016 był prorektorem do spraw badań naukowych i współpracy z gospodarką.
Brał aktywny udział w krajowych i zagranicznych stowarzyszeniach naukowych takich jak: Komitet Budowy Maszyn Polskiej Akademii Nauk, Wrocławskie Towarzystwo Naukowe, Polskie Towarzystwo Mechaniki, Polskie Towarzystwo Symulacji Komputerowej, Internationale Gesellschaft für Ingenieurpädagogik (IGIP). Jest autorem 567 publikacji, w tym 5 książek i 20 patentów.
Nagrody i wyróżnienia:
- 1999 Nagroda Zespołowa Prezesa Rady Ministrów, nagrodę za wybitne krajowe osiągnięcia naukowo-techniczne,
- 2003 Nagroda Zespołowa Prezesa Rady Ministrów, nagrodę za wybitne krajowe osiągnięcia naukowo-techniczne,
- 2003 WICEMISTRZ TECHNIKI Zagłębia Miedziowego za rozwiązanie nt. „Samojezdny wóz wiercący niski – typu: FACE MASTER 1.5”,
- 2006 Nagroda Zespołowa Prezesa Rady Ministrów, nagrodę za wybitne krajowe osiągnięcia naukowo-techniczne,
- 2009 Nagroda Rektora Politechniki Wrocławskiej Docendo Discimus
- 2009 Nagroda Zespołowa I stopnia Wrocławskiej Rady FSNT NOT „za wybitne osiągnięcia w dziedzinie techniki”,
- 2011 Nagroda Zespołowa Prezesa Rady Ministrów, II nagrodę za wybitne krajowe osiągnięcia naukowo-techniczne,
- 2014 Nagroda Zespołowa I stopnia Wrocławskiej Rady FSNT NOT „Za wybitne osiągnięcia w dziedzinie techniki” pt. „Sprzęgło przeciążeniowe rozłączne mechatronicznego systemu bezpieczeństwa maszyny”,
- 2015 Nagroda Zespołowa Prezesa Rady Ministrów, II nagrodę za osiągnięcia naukowo-techniczne.
Posiadał następujące wyróżnienia:
- Krzyż Kawalerski Orderu Odrodzenia Polski (2001)[8],
- Złoty Krzyż Zasługi,
- Medal Komisji Edukacji Narodowej,
- Złota Odznaka Politechniki Wrocławskiej,
- Honorowa Odznaka Zasłużony Pracownik Famago S.A.,
- Medal "Zasłużony Pracownik Kopalni Węgla Brunatnego Turów S.A.",
- Medal "Zasłużony Pracownik Kopalni Węgla Brunatnego Adamów S.A.",
- Odznaka Honorową „Zasłużony Dla Elektrowni Turów”,
- Medal z okazji 60-lecia Kopalni Węgla Brunatnego Turów S.A.,
- Medal 60-lecia Instytutu, Zasłużony dla Instytutu Instytut Górnictwa Odkrywkowego, Poltegor-Instytut,
- Medal 100-lecia Uczelni Technicznych we Wrocławiu,
- Medal Zasłużony dla Wydziału Mechanicznego Politechniki Wrocławskiej,
- Odznaka Honorowa Zasłużony dla Kopalni Węgla Brunatnego Bełchatów, PGE Górnictwo i Energetyka Konwencjonalna S.A. Oddział Kopalnia Węgla Brunatnego Bełchatów,
- Złoty Medal Jednostki Ratownictwa Górniczo-Hutniczego KGHM Polska Miedź S.A. Oddział Jednostki Ratownictwa Górniczo-Hutniczego,
- Medal 40-lecia Kopalni Węgla Brunatnego Bełchatów, PGE Górnictwo i Energetyka Konwencjonalna S.A. Oddział Kopalnia Węgla Brunatnego Bełchatów.